# 文化戦争

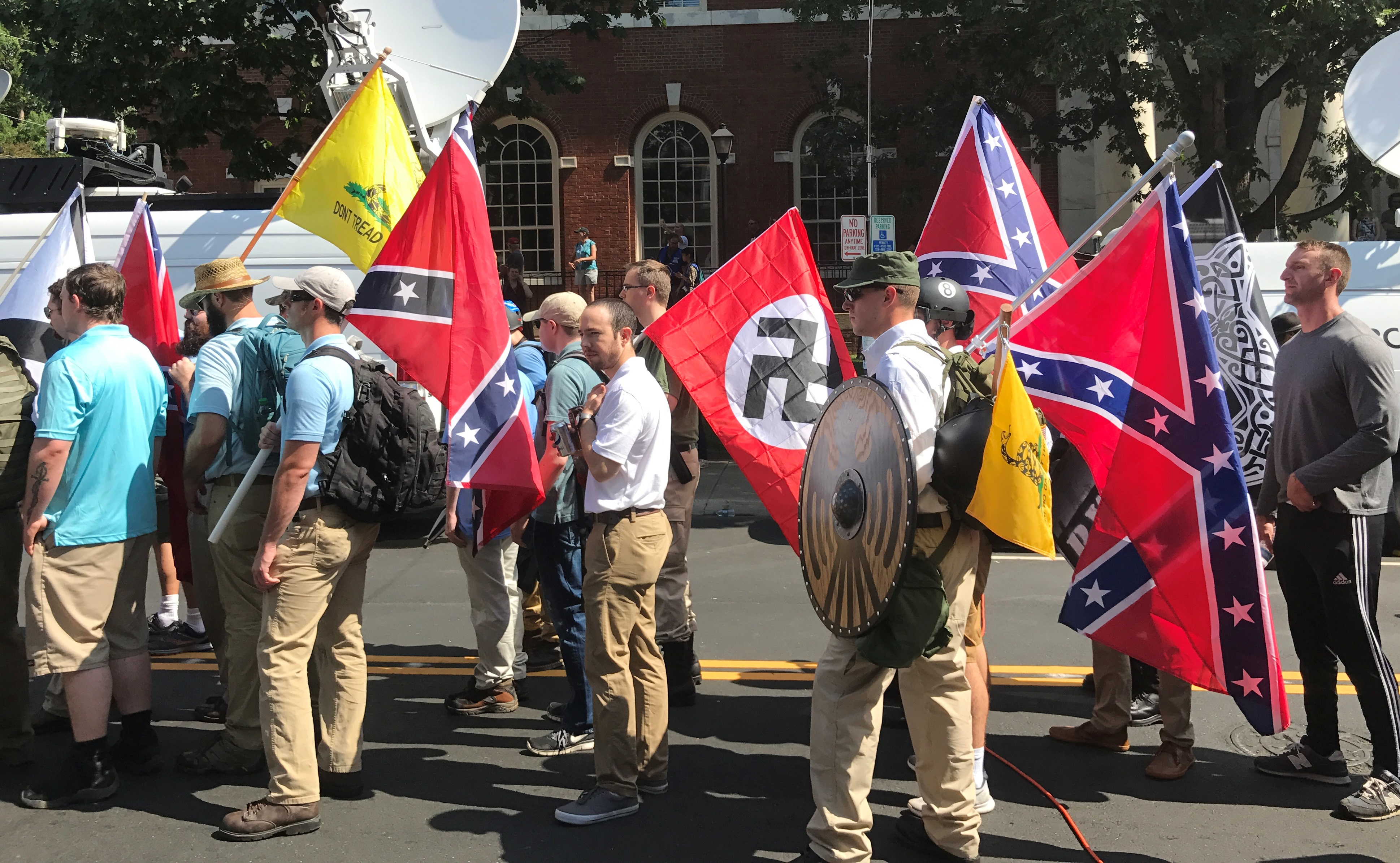
2017年8月にバージニア州シャーロッツビルで開催されたユナイト・ザ・ライト・ラリーは、オルタナ右翼による文化戦争の戦いと見なされる。

文化戦争（ぶんかせんそう、英: culture war）とは、伝統主義者・保守主義者と進歩主義者・自由主義者の間における、価値観の衝突である。アメリカ合衆国では1990年代以降、公立学校の歴史および科学のカリキュラムをめぐる議論など多くの問題に、文化戦争が影響している。
アメリカ合衆国の政治に「文化戦争」という表現が使われるようになったのは、1991年にジェームズ・デイビッド・ハンターの『文化戦争: アメリカを定義するための争い』（Culture Wars: The Struggle to Define America）が出版されたことがきっかけだった。ハンターはこの本で、妊娠中絶、銃規制、地球温暖化、移民、政教分離、プライバシー、娯楽薬、同性愛、検閲などの問題をめぐり、アメリカ合衆国の政治と文化が分裂し、再編され、劇的に変容していると論じた。
カナダにおいては、保守主義と自由主義の対立だけでなく、カナダ国内における西部と東部の対立や、都市と田舎の対立にも「文化戦争」が使われる。

## 語源
英語における「culture war」（文化戦争）は、ドイツ語の「Kulturkampf」（文化闘争）の翻訳借用である。ドイツ語における「Kulturkampf」（文化闘争）は、ローマ・カトリック教会の影響に対抗する政策を1871年から1878年にかけてとった宰相オットー・フォン・ビスマルクの政権下で起きた、ドイツ帝国における文化的および宗教的グループ間の衝突を指す。

## アメリカ合衆国における用法と歴史

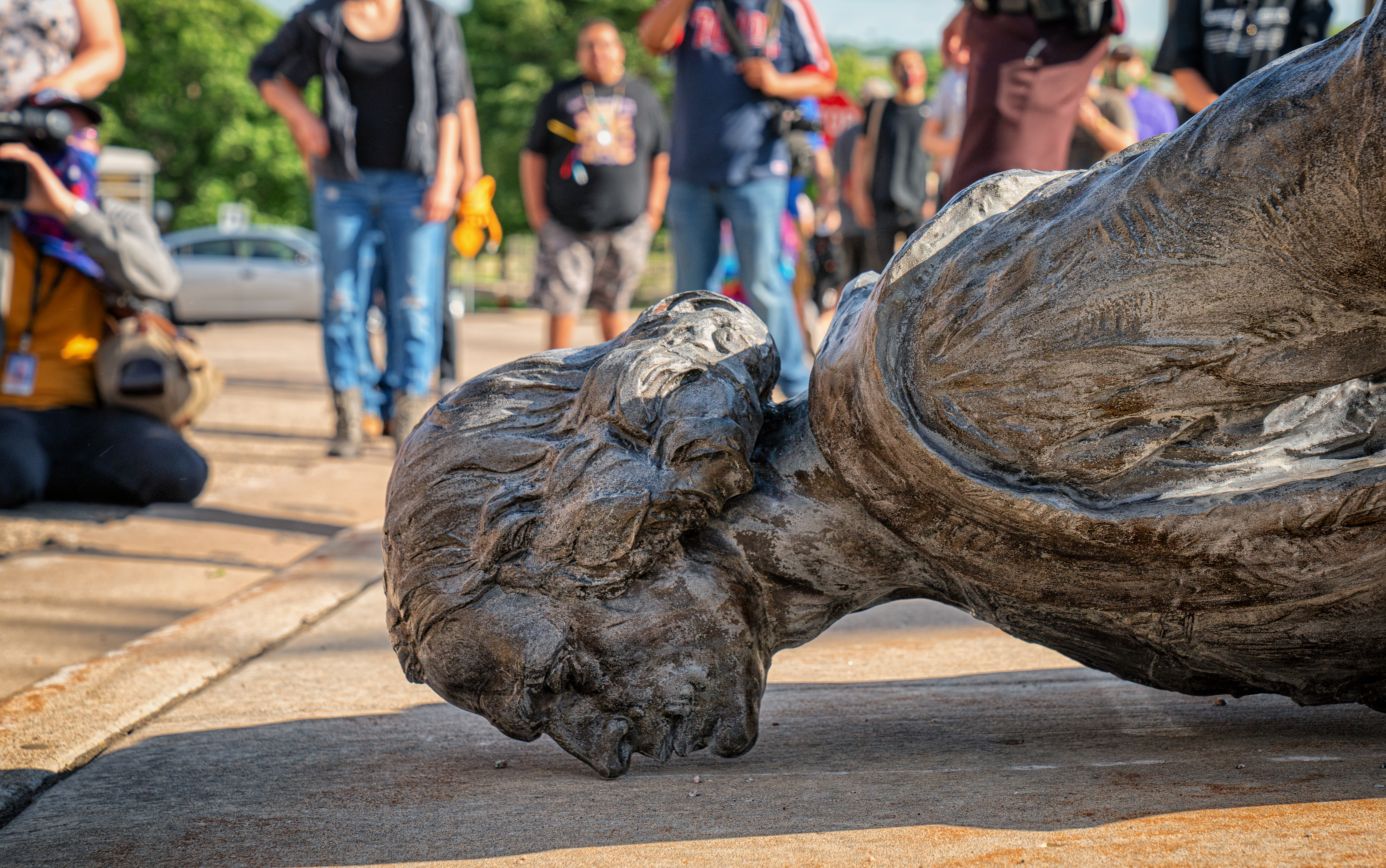
引き倒されるコロンブス像

アメリカ合衆国においては、文化戦争とは一般に伝統主義者・保守主義者と進歩主義者・自由主義者の価値観の衝突を指す。
こうした衝突は、アメリカ合衆国における都市と田舎の価値観の対立が鮮明になった1920年代まで遡る。こうした対立の背景には、ヨーロッパからの初期の移住者たちが「エイリアン」と見なした人々の移住が、数十年にわたり続いていたことがある。また、「狂騒の20年代」と呼ばれた1920年代の文化的な変動と近代化の潮流も、こうした対立の一因であった。1920年代に始まったこうした価値観の対立は、アル・スミスの1928年の大統領選挙キャンペーンで頂点に達した。
1991年にジェームズ・デイビッド・ハンターの『文化戦争: アメリカを定義するための争い』（Culture Wars: The Struggle to Define America）が出版されたことで、「文化戦争」はアメリカ合衆国において再定義された。ハンターは、文化戦争の概念は1960年代まで遡ることができるとした。以来、ハンターが焦点を当てたアメリカ的文化戦争とその定義は、さまざまな形を取り続けている。

### 2014年から現在
ゲーマーゲート集団嫌がらせ事件、コミックスゲート、サッド・パピーズなど、2010年代に発生した大衆文化の多様性に関する多くの対立は、文化戦争の例としてメディアで言及された。ジャーナリストのケイトリン・デューイは、ゲーマーゲートを、女性やマイノリティを文化組織にもっと受け入れたいと願う人々と、そうではない反フェミニストや伝統主義者との間の、より大きな文化戦争のための「代理戦争」と表現した。2015年に作家のジャック・メザーブは、文化戦争の対立が選挙政治だけでなく大衆文化に及んだという認識から、映画、ゲーム、作品を「文化戦争の最後の前線」と呼んだ。
大衆文化における表現に関するこれらの対立は、オルタナ右翼とAlt-liteという形で選挙政治に再び現れた。メディア学者のホイットニー・フィリップスによると、ゲーマーゲートはハラスメントや物議を醸す戦略の「プロトタイプ」を作り出し、政治戦略に役立つことが証明された。例えば、共和党の政治戦略家であるスティーブン・バノンは、ドナルド・トランプの2016年の大統領選挙期間中に大衆文化の論争を宣伝し、若年層に「ゲーマーゲートか何かを通して政治に参入し、トランプに目を向ける」ように勧めた。